# Matiloxis
Matiloxis is een geslacht van vlinders van de familie spinneruilen (Erebidae), uit de onderfamilie Calpinae.

## Soorten
- M. abarusalis Walker, 1858
- M. cubalis Schaus, 1916
- M. darconis Schaus, 1913
- M. erythrolopha Hampson, 1926
- M. flaviceps Hampson, 1926
- M. guianalis Schaus, 1916
- M. jalapena Schaus, 1906
- M. lilaceata Dognin, 1914
- M. melicerta Schaus, 1913
- M. nezeila Schaus, 1906
- M. rubromarginata Schaus, 1906
- M. rufinalis Walker, 1865